# کلفت‌پوستان
کلفت‌پوستان یا پوست‌کلفتان (به لاتین: Pachydermata) (از واژهٔ یونانی pachys به معنی کلفت و derma به معنی پوست) یک راسته منسوخ از پستانداران است که توسط گوتلیب استور، ژرژ کوویه و دیگران توصیف شده‌است، که در یک زمان توسط بسیاری از آرایه‌شناسان به رسمیت شناخته شده بود. از آنجا که چندتبار است، این راستهٔ دیگر استفاده نمی‌شود، اما در تاریخ رده‌بندی مهم است. خارج از طبقه‌بندی دقیق زیست‌شناختی، اصطلاح «کلفت‌پوست» (pachyderm)، معمولاً برای توصیف فیل‌ها، کرگدن‌ها، تاپیرها و اسب آبی‌ها استفاده می‌شود.
کلفت‌پوستان کوویه، شامل سه خانواده از پستانداران است که او به نام Proboscidiana, Pachydermata Ordinaria، و Solipedes یاد کرد که همه گیاه‌خوار بودند. آنها در حال حاضر به فیل‌سانان (که در میان گونه‌های زنده تنها توسط سه گونه فیل نشان داده می‌شود)، تک‌سم‌سانان (نشخوارکنندگان تک‌سم، از جمله اسب، تاپیر و کرگدن)، گرازسانیان (خوک و پکاری)، اسب‌آبیان و خرگوش کوهی تقسیم می‌شوند (خرگوش کوهی).
به لطف مطالعات ژنتیکی، فیل‌ها، کرگدن‌ها و اسب آبی‌ها به‌طور کلی به عنوان کلادهای جداگانه طبقه‌بندی می‌شوند. کرگدن‌ها، اسب‌های آبی، خوک‌ها، پکاری‌ها، اسب‌ها، گورخرها، خرها و تاپیرها در کلاد لوراسیاددان طبقه‌بندی می‌شوند، در حالی که فیل‌ها، هیراکس‌ها، گاوهای دریایی و فیل‌های دریایی در کلاد آفریقاددان طبقه‌بندی می‌شوند.
اگرچه راسته پیشین کلفت‌پوستان اغلب به عنوان گروهی مصنوعی از پستانداران نامرتبط توصیف می‌شود، اما توسط جانورشناسان برجسته، از جمله چارلز داروین، به عنوان یک درجه از پستانداران سم‌دار به استثنای دیگر سم‌داران شناخته شد و شخصیت‌های کالبدشناس از انتساب پستانداران «کلفت‌پوست» به یکدیگر و یگر سم‌داران پشتیبانی کردند.